# شاتیلی
شاتیلی (به لاتین: Shatili) یک منطقهٔ مسکونی در گرجستان است که در متسختا-متیانتی واقع شده‌است. شاتیلی ۲۲ نفر جمعیت دارد.